# Schleifmühle (Burk)
Schleifmühle (anhörenⓘ) ist ein Gemeindeteil der Gemeinde Burk im Landkreis Ansbach (Mittelfranken, Bayern). Schleifmühle liegt in der Gemarkung Burk.

## Geografie
Die Einöde liegt am Flinsbach, einem rechten Zufluss der Wieseth. Unmittelbar südwestlich des Ortes liegt der Schleifweiher und das Waldgebiet Mühlholz. Ein Anliegerweg führt zu einer Gemeindeverbindungsstraße (0,1 km südwestlich), die nach Meierndorf (1,2 km nordöstlich) bzw. nach Burk zur Staatsstraße 2248 verläuft (0,8 km südwestlich).

## Geschichte
Die Fraisch über Schleifmühle war umstritten. Sie wurde sowohl vom ansbachischen Oberamt Wassertrüdingen als auch vom ebenfalls ansbachischen Oberamt Feuchtwangen beansprucht. Gegen Ende des 18. Jahrhunderts gab es ein Anwesen, das das ansbachische Verwalteramt Waizendorf als Grundherrn hatte.
Infolge des Gemeindeedikts wurde die Schleifmühle dem 1809 Steuerdistrikt und der Ruralgemeinde Burk zugewiesen.

### Einwohnerentwicklung
| Jahr      | 001818 | 001840 | 001861 | 001871 | 001885 | 001900 | 001925 | 001950 | 001961 | 001970 | 001987 | 002020 | 002023 |
| Einwohner | 6      | 5      | *      | 4      | 4      | 3      | 7      | 4      | 3      | 7      | 8      | 7      | 6      |
| Häuser    | 1      | 1      |        |        | 1      | 1      | 1      | 1      | 1      |        | 1      |        |        |
| Quelle    | [ 10 ] | [ 11 ] | [ 12 ] | [ 13 ] | [ 14 ] | [ 15 ] | [ 16 ] | [ 17 ] | [ 18 ] | [ 19 ] | [ 20 ] | [ 1 ]  | [ 1 ]  |

## Religion
Der Ort ist evangelisch-lutherisch geprägt und bis heute nach Burk gepfarrt. Die Einwohner römisch-katholischer Konfession sind nach Herz Jesu (Bechhofen) gepfarrt.